# Sniper – Der Heckenschütze von Washington
Sniper – Der Heckenschütze von Washington ist ein US-amerikanischer Thriller von Tom McLoughlin aus dem Jahr 2003.

## Handlung
Die Handlung beruht auf wahren Ereignissen (siehe Beltway Sniper Attacks).
Am 2. Oktober 2002 wird in Washington, D.C. ein Mensch aus dem Hinterhalt erschossen. In den nächsten Tagen werden fünf weitere Menschen getötet. Das Motiv des Heckenschützen bleibt unbekannt.
Während die Bevölkerung der Stadt beunruhigt wird, suchen der Polizeichef Charles Moose und seine Leute die Täter.
Da keine konkreten Ermittlungsergebnisse vorgelegt werden können, kommt es innerhalb der Stadtverwaltung zu Diskussionen über die Kompetenz des Polizeichefs.
Schließlich werden die Täter von einem LKW-Fahrer schlafend in einem Auto gefunden.

## Kritiken
- Outnow.ch schrieb, die Inszenierung sei „langfädig“. Die Darstellung von Charles S. Dutton sei beeindruckend. Die Kameraarbeit sei stimmungsvoll, die „sphärische“ Filmmusik unterstreiche die Wirkung der Bilder. Der Kritiker fand vor allem die Darstellung der Rolle der Presse im Fall interessant. Er kritisierte, dass der Film produziert würde, bevor der verhaftete Täter verurteilt würde. Das Gesamtfazit des Kritikers ist, der Film sei „ein Film, den die Welt nicht wirklich braucht“, dessen Spannung sich in Grenzen halte. (Vollständige Kritik)

## Auszeichnungen
Charles S. Dutton und der Film als Outstanding TV Movie gewannen 2004 den Image Award.